# Alexandru Roman
Alexandru Roman (Romanu, Papp) (Ősi, 1826. november 26. – Szászsebes, 1897. szeptember 27.) magyarországi román politikus, tanár, publicista.

## Élete
Erdélyi származású görögkatolikus pap családjába született. Ősiből még kora gyermekkorában a Belényeshez közeli Venterrogozra költöztek.
Tanulmányait Belényesen és Nagyváradon, a teológiát 1846 és 1848 között a bécsi Sancta Barbara Kollégiumban végezte, majd pappá szentelték. 1848–1849-ben gimnáziumi tanár volt Belényesen, ő kezdte el tantárgyként tanítani a román nyelvet.
1851. február 25-én kinevezték a nagyváradi premontrei gimnázium első romántanárává. 1852-ben román diákjaival létrehozza a Societate de lepturát, az első tartós román iskolai önképzőkört.
1853-ban Vasile Erdélyi püspök visszaküldte Bécsbe, hogy bölcsészetet hallgasson. Itt búcsút mondott a papi pályának és előbb mint román fordító, majd mint a budai Helytartótanács fogalmazója vállalt hivatalt.
1861-től 1866-ig főmunkatársa, majd szerkesztője volt a budapesti Concordiának, az első román nyelvű újságnak, amely egészében latin betűkkel jelent meg.
1862. december 20-án ő lett a pesti egyetemen akkor megalakult román tanszék első tanára (1880-tól nyilvános rendes tanár).
1863-ban feleségül vette szerkesztőtársa, Sigismund Pop lányát, Idát, aki 1865-ben meghalt. 1867-ben újranősült, Leontina Balomirit, Simeon Balomiri lányát vette el.
1865 és 1887 közt Magyarcséke választókerületét képviselte a budapesti országgyűlésben. 1867 után az egyik legtöbbet felszólaló és talán a legkeményebb hangú román képviselő volt.
1867-ben tagjává választotta a bukaresti Akadémia.
1868-tól 1876-ig szerkesztette a budapesti, hetente négyszer megjelenő Federațiuneát. 1870–1871-ben egy évet a váci fegyházban töltött, amiért újságjában leközölte a Pronunciamentet. Más lapokban is gyakran megjelentek írásai.
Élete utolsó éveiben Szászsebesen élt.